# Trois-Fonds
Trois-Fonds – miejscowość i gmina we Francji, w regionie Nowa Akwitania, w departamencie Creuse.
Według danych na rok 1990 gminę zamieszkiwało 85 osób, a gęstość zaludnienia wynosiła 9 osób/km² (wśród 747 gmin Limousin Trois-Fonds plasuje się na 518. miejscu pod względem liczby ludności, natomiast pod względem powierzchni na miejscu 567.).